# Empi
Empi (燕飛) ou Wanshū est un kata de karaté. Originaire du style Shōrei-ryū, Wanshū ne se nomme Empi que dans le style Shotokan.  

## Étymologie
« Wanshū » provient du nom d'un émissaire chinois qui aurait introduit ce kata à Okinawa.
« Empi » (en japonais (燕飛)) signifie « le vol de l'hirondelle », en référence au saut atypique qu'il contient,.

## Origines
Le kata Wanshū aurait été introduit à Okinawa par l'émissaire chinois qui lui a donné son nom, probablement à la fin du XVIIe siècle, et en tout cas avant le milieu du XIXe siècle. Il associait alors des éléments empruntés aux arts martiaux chinois, combinés à ceux d'Okinawa.
D'abord pratiqué uniquement dans la région de Tomari, dont il est emblématique du style, il se scinde ensuite en deux versions, l'une transmise par Shin'unjō Sanaeda à Kōsaku Matsumora, et l'autre modifiée par le maître Itosu. Cette dernière version est reprise par son disciple, le maître Gichin Funakoshi, fondateur du style Shōtōkan-ryū et initiateur de la japonisation du karaté, qui le renomme alors en « Empi » vers 1936 et l'intègre au répertoire des kata shotokan,.
Au XXIe siècle, Wanshū continue d'être pratiqué sous ce nom dans divers styles okinawaiens, notamment le Wadō-ryū, et sous le nom de Empi dans l'école du Shōtōkan-ryū.

## Description

### Embusen
L'embusen de Empi est relativement complexe. Il s'effectue sur deux axes principaux et autour d'un point central, avec de nombreux micro-déplacements et allers-retours.

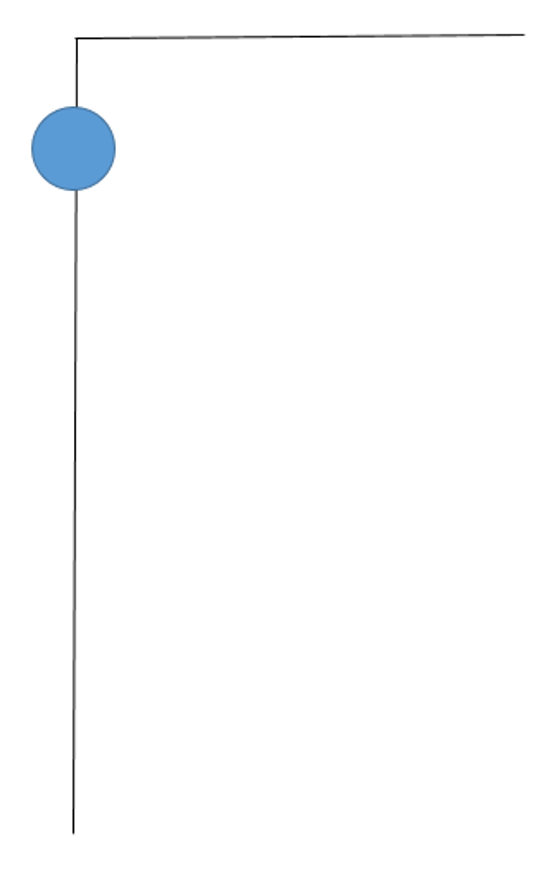
Embusen kata Enpi

### Caractéristiques
Empi est composé de 40 mouvements ponctués de deux kiai, et s'effectue en environ 80 secondes, ce qui en fait l'un des plus longs katas du style shotokan.
Empi contient de nombreux changements de direction, vifs ou lents, ainsi que des techniques légères et rapides qui peuvent expliquer son nom de « vol de l'hirondelle ». On y trouve un enchaînement caractéristique, répété plusieurs fois, qui contient un coup de poing montant suivi d'une saisie à la tête et d'un coup de genou. Le kata s'ouvre par ailleurs sur une technique de projection à deux mains, et se conclut par un saut caractéristique nommé jōhō kaiten-tobi.

### Rythme
Empi est un kata souvent qualifié de virevoltant, qui doit dégager un sentiment de vivacité sans toutefois être exécuté dans la précipitation. Certains passages sont très rapides et secs, notamment l'enchaînement récurrent du kata, mais d'autres sont plus lents, voire au ralenti, par exemple les mouvements de saisie en kami-zukami ou la série de teishō-morote-uke qui précède le saut, ce qui en fait un kata semi-respiratoire.

### Difficultés
Empi repose sur de nombreux micro-déplacements (retrait d'un pied, volte-face...), ce qui retire la possibilité de chercher de la puissance dans l'élan du déplacement. C'est donc le travail de rotation dynamique des hanches qui doit être recherché pour permettre de propulser les techniques.

## Déroulé
Le kata se déroule comme suit dans la tradition shōtōkan:

### Introduction
- Salut (rei) en musubi-dachi
- Shizentai en hachiji-dachi
- Yōi en heisoku-dachi, pieds serrés, koshi-gamae gauche
- Annonce du nom du kata : Empi

### Séquence 1
- Vers la gauche : tachi-hiza (poing gauche) et gedan-barai (poing droit), en fente avant, genoux droit au sol
- Retour de face : koshi-gamae gauche en shizentai (en ramenant la jambe droite)
- Vers la droite : gedan-barai droite en zenkutsu-dachi
- Retour de face : kagi-zuki droit en kiba-dachi (en ramenant la jambe gauche)

### Séquence 2
- Vers l'avant : gedan-barai gauche en zenkutsu-dachi
- Sur place : jodan age-zuki droit
- Sur place : kami-zukami droit
- Sur place : hiza-geri droit
- Vers l'avant : nagashi-uke droit et otoshi-zuki gauche, simultanément à un fumikomi posé en kōsa-dachi
- Vers l'arrière : ushiro gedan-barai droit en zenkutsu-dachi long jambe gauche, corps penché en avant, regard vers l'arrière
- Sur place : gedan-barai gauche en ramenant le pied gauche zenkutsu-dachi classique
- Répétition de l'ensemble de la séquence

### Séquence 3
- Retour de face : jōdan haishu-uke avec un demi-cercle du genou posé kiba-dachi
- Sur place : empi-uchi en kata-ashi-dachi en équilibre sur la jambe gauche
- Sur place : tate shutō-uke en kiba-dachi
- Sur place : tsuki droit puis tsuki gauche
- Vers la gauche : gedan-barai en zenkutsu-dachi
- Sur place : jodan age-zuki droit
- Vers l'avant : shutō-uke droit en kōkutsu-dachi
- Sur place : shutō-uke gauche en kōkutsu-dachi (échanger les pieds en ramenant le pied droit pour ré-avancer)
- Sur place : gyaku-zuki droit en kōkutsu-dachi
- Vers l'avant : shutō-uke droit en kōkutsu-dachi
- En se retournant : gedan-barai gauche en zenkutsu-dachi
- Répéter l'enchaînement de la séquence 2

### Séquence 4
- Sur place : teishō-uke droit en zenkutsu-dachi gauche
- Vers la droite : teishō-morote-uke (main droite en haut) en zenkutsu-dachi droit
- Vers l'avant : teishō-morote-uke (main gauche en haut) en zenkutsu-dachi gauche
- Vers l'avant : teishō-morote-uke (main droite en haut) en zenkutsu-dachi droit
- Vers l'avant (déplacement yuri-ashi) : gedan-barai droit en kōkutsu-dachi
- Vers l'avant (déplacement yuri-ashi) : morote kokō-gamae (main droite en bas)
- Sur place : saut en jōhō kaiten-tobi posé shutō-uke droit en kōkutsu-dachi
- Vers l'arrière : shutō-uke gauche en kōkutsu-dachi

### Conclusion
- Retour en yōi en heisoku-dachi, pieds serrés, koshi-gamae gauche
- Shizentai en hachiji-dachi
- Salut (rei) en musubi-dachi

## Grades
En France, la connaissance du kata Empi est requise pour le passage du 2e dan.